# Späte Gelb-Segge
Die Späte Gelb-Segge (Carex oederi Retz. var. oederi, Syn.: Carex viridula Michx.), auch Oeders Gelbe Segge genannt, ist eine Varietät der Pflanzenart Carex oederi Retz. aus der Gattung der Seggen (Carex) innerhalb der Familie der Sauergrasgewächse (Cyperaceae).

## Beschreibung

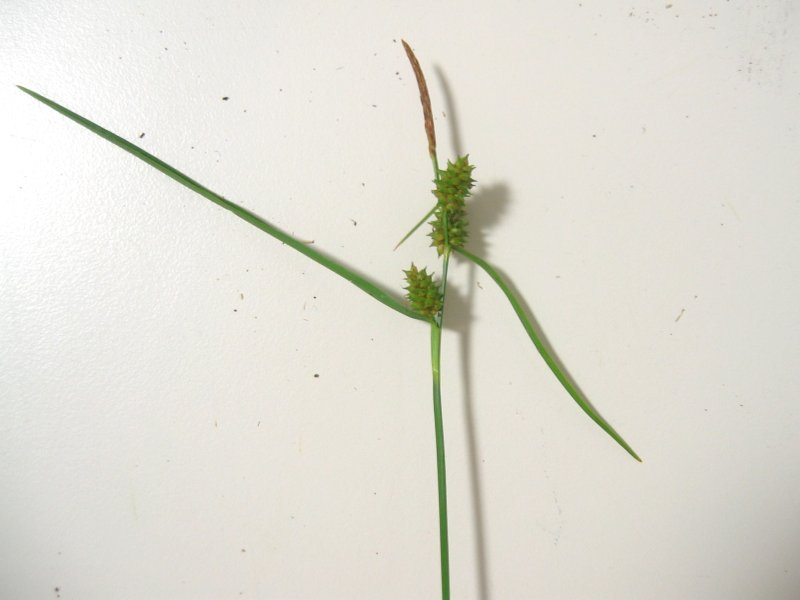
Blütenstand

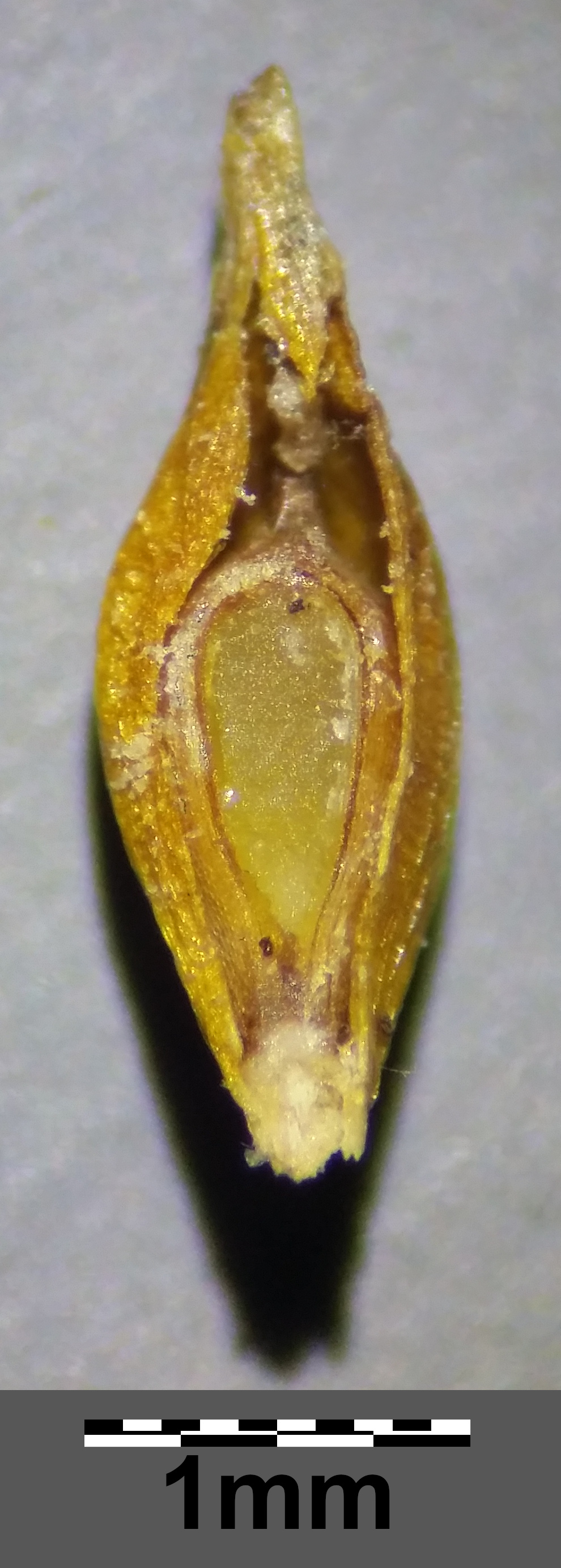
Schlauch aufgeschnitten

### Vegetative Merkmale
Die Späte Gelb-Segge ist eine ausdauernde krautige Pflanze, die Wuchshöhen von nur meist 10 bis 20 (3 bis 30) Zentimeter erreicht. Sie gehört zu den horstbildenden Seggen. Die oberirdischen Pflanzenteile der Späten Gelb-Segge sind gelb- bis gras-grün. Der steif aufrechte, gerade Stängel ist nur am Grund beblättert. Die meist rinnigen Laubblätter sind 1 bis 2, selten bis zu 3 Millimeter breit.

### Generative Merkmale
Die Scheide der laubblattartigen Tragblätter sind der Spreite gegenüber häufig bis 0,5 Millimeter verlängert. Die Späte Gelb-Segge besitzt nur eine männliche meist sitzende Ähre, welche die gestielten weiblichen Ähren überragt. Das männliche Ährchen ist 5 bis 15 Millimeter lang und 4 bis 5 Millimeter breit. Der Blütenstand enthält auch zwei bis vier, selten bis zu acht weibliche Ähren. Die weiblichen Ährchen sind kurz-walzenartig und dicht gedrängt, wovon nur die unterste manchmal leicht abgerückt ist. Die Spelzen der weiblichen Ähren sind bei einer Länge von bis 2 Millimetern sowie einem Durchmesser von 1 bis 1,5 Millimetern eiförmig mit ziemlich stumpfem oberen Ende und am Grund strohfarben, nach oben hell-braun mit einem grünen oder gelblichen Mittelstreifen. Die Spelzen der männlichen Blüten sind bei einer Länge von etwa 3 Millimetern sowie einer Breite von etwa 1 Millimeter länglich-lanzettlich. In jedem weiblichen Ährchen befinden sich abstehende, kahle Schläuche, die drei Narben einschließen. Die Fruchtschläuche sind bei einer Länge von 2 bis 3,5 Millimetern verkehrt-eiförmig, gerundet-dreikantig, wenig aufgeblasen und nach oben plötzlich in den kurzen Schnabel verschmälert. Der gerade gelbe zweizähnige Schnabel ist mit einer Länge von 0,25 bis 1 Millimeter nicht länger als die Hälfte des übrigen Teils des Schlauches.
Die braune Frucht ist bei einer Länge von etwa 1 Millimeter verkehrt-eiförmig und dreikantig.
Die Chromosomenzahl beträgt 2n = 68 oder 70.

## Ökologie und Phänologie
Die Späte Gelb-Segge blüht von Mai bis in den September hinein. Die Bestäubung erfolgt durch den Wind (Anemophilie). Die schwimmfähigen Samen werden durch das Wasser (Hydrochorie) oder durch den Wind ausgebreitet (Anemochorie). Sie vermehrt sich auch vegetativ mit Hilfe ihres Rhizoms.

## Vorkommen
Die Späte Gelb-Segge ist in den subarktischen und gemäßigten Gebieten der Nordhalbkugel verbreitet. Sie kommt in fast ganz Europa, in Asien, Nordamerika, Grönland und Marokko vor. In Europa kommt sie in fast allen Ländern vor und fehlt nur in Litauen, Nordmazedonien, Moldau und im europäischen Teil der Türkei. In Deutschland kommt sie bis auf das Mitteldeutsche Trockengebiet vor.
Die Späte Gelb-Segge gedeiht in Mitteleuropa meist auf nährstoffarmen, aber basenreicheren Böden. Sie kommt auf extensiv genutzten Feuchtwiesen, an Rändern von Gräben, feuchten Wäldern und Mooren, aber auch an Ufern von Gewässern vor. Sie ist eine salzertragende Pionierpflanze, die vor allem in gestörten Pflanzengesellschaften der Klasse Scheuchzerio-Caricetea vorkommt, seltener in denen der Klasse Littorelletea oder des Verbands Agropyro-Rumicion. Sie steigt in Graubünden im Val Roseg bis auf eine Höhenlage von 2000 Meter auf, erreicht aber sonst in den Alpen 2200 Meter.
Die ökologischen Zeigerwerte nach Landolt et al. 2010 sind in der Schweiz: Feuchtezahl F = 4+w+ (nass aber stark wechselnd), Lichtzahl L = 4 (hell), Reaktionszahl R = 3 (schwach sauer bis neutral), Temperaturzahl T = 4 (kollin), Nährstoffzahl N = 2 (nährstoffarm), Kontinentalitätszahl K = 3 (subozeanisch bis subkontinental), Salztoleranz = 1 (tolerant).

## Systematik
Die Erstbeschreibung von Carex viridula Michx. erfolgte 1803 durch André Michaux in Flora Boreali-Americana (Michaux), Volume 2, Seite 170. Nach Koopman 2011 ist Carex viridula Michx. als Carex oederi Retz. var. oederi eine Varietät von Carex oederi.
Die Art Carex viridula gehört zum Artenkomplex der Gelb-Seggen (Carex flava L. agg.) in der Gattung (Carex).
Nach Koopman 2011 gibt es von Carex oederi etwa zwei Varietäten:
- Carex oederi var. bergrothii (Palmgr.) Hedrén & Lassen (Syn.: Carex viridula var. bergrothii (Palmgr.) B.Schmid, Carex bergrothii Palmgr., Carex flava subsp. bergrothii (Palmgr.) P.D.Sell): Sie kommt in Irland, Norwegen, Schweden, Finnland, dem Baltikum und im europäischen Teil Russlands vor.[4]
- Carex oederi Retz. var. oederi (Syn.: Carex chlorophila Mack., Carex cryptolepis var. prolifera (H.B.Lord) House, Carex divisa Oeder, Carex dyrrachiensis Nelmes, Carex flava var. androgyna Klett & Richt., Carex flava var. argillacea Townson, Carex flava subsp. flavescens Wahlenb., Carex flava var. lutescens Wahlenb., Carex flava var. minor Mérat, Carex flava var. minor Wahlenb. nom. illeg., Carex flava var. minuta (Foucaud & Rotgès) Briq., Carex flava subsp. pulchella (Lönnr.) P.D.Sell, Carex flava var. pumila Coss. & Germ., Carex flava var. rectirostrata L.H.Bailey, Carex flava var. serotina (Mérat) Lej., Carex flava subsp. serotina (Mérat) K.Richt., Carex flava subsp. viridula (Michx.) O.Bolòs & Vigo, Carex flava var. viridula (Michx.) L.H.Bailey, Carex irregularis Schwein., Carex mairei subsp. oederi Husn., Carex nevadensis var. minuta Christ ex Briq., Carex oederoides Tatew. & Akiyama, Carex philocrena V.I.Krecz., Carex pulchella (Lönnr.) Lindm. nom. illeg., Carex scandinavica E.W.Davies, Carex serotina Mérat, Carex serotina subsp. fennica (Palmgr.) Á.Löve & D.Löve, Carex serotina var. fennica (Palmgr.) T.V.Egorova, Carex serotina subsp. philocrena (V.I.Krecz.) Kukkonen, Carex serotina subsp. pulchella (Lönnr.) Ooststr., Carex subglobosa Miel., Carex urbani Boeckeler, Carex viridula Michx., Carex viridula var. czatkalensis Yu.E.Alexeev, Carex viridula var. pulchella (Lönnr.) B.Schmid, Carex viridula subsp. pulchella (Lönnr.) Malyschev, Carex viridula subsp. serotina (Mérat) Malyschev, Carex oederi var. androgyna (Klett & Richt.) Peterm., Carex oederi var. brevirostris Asch. & Graebn., Carex oederi var. congesta Neuman, Carex oederi var. cyperoides T.Marsson, Carex oederi var. exigua Schur, Carex oederi var. fallax Heimerl, Carex oederi subsp. fennica Palmgr., Carex oederi var. glomerata Callmé, Carex oederi var. minor Boeckeler, Carex oederi var. philocrena (V.I.Krecz.) T.Koyama, Carex oederi var. prolifera H.B.Lord, Carex oederi var. pulchella (Lönnr.) Hedrén & Lassen, Carex oederi subsp. pulchella Lönnr., Carex oederi var. pumila (Coss. & Germ.) Fernald nom. illeg., Carex oederi var. pygmaea Lönnr. nom. illeg., Carex oederi var. recterostrata (L.H.Bailey) Dorn, Carex oederi var. rousseauiana Vict., Carex oederi var. serotina (Mérat) Nyman, Carex oederi var. serpentini Palmgr., Carex oederi var. subglobosa (Miel.) Nyman, Carex oederi subsp. subglobosa (Miel.) K.Richt., Carex oederi var. viridula (Michx.) Kük., Carex oederi subsp. viridula (Michx.) Hultén): Sie kommt in den subarktischen und gemäßigten Gebieten der Nordhalbkugel vor.[4]